# Shuangmiaosaurus
Shuangmiaosaurus gilmorei
Genre
Espèce
Shuangmiaosaurus est un genre éteint de dinosaures Ornithischia herbivores qui a vécu à la fin de l'âge albien du début du Crétacé, il y a environ 100 millions d'années. C'était un Iguanodontia Hadrosauroidea qui vivait en Chine.
L'espèce type, Shuangmiaosaurus gilmorei, a été nommée et décrite par You Hailu, Ji Qiang, Li Jinglu et Li Yinxian en 2003. Le nom générique fait référence au village de Shuangmiao à Beipiao dans la province du Liaoning, le site de la découverte. Le nom spécifique honore le paléontologue américain Charles Whitney Gilmore.

## Description
L'holotype, le spécimen LPM 0165, a été trouvé dans la formation de Sunjiawan (en), considérée à l'origine comme datant du Crétacé supérieur (du Cénomanien au Turonien), mais considérée aujourd'hui comme étant un peu plus ancienne. Il se compose d'une mâchoire supérieure gauche partielle et d'une mâchoire inférieure, comprenant le maxillaire, une partie du prémaxillaire, des éléments du lacrymal et du dentaire.
Shuangmiaosaurus était un assez grand Euornithopoda. En 2010, Gregory S. Paul estimait sa longueur à 7,5 mètres, son poids à 2,5 tonnes.
Shuangmiaosaurus était à l'origine considéré comme un membre basal des Hadrosauroidea, étroitement apparenté aux Hadrosauridae. Les auteurs ultérieurs, dont David B. Norman de l'Université de Cambridge, le considèrent comme un membre plus basal des Iguanodontia en dehors des Hadrosauroidea.